# Zaseok (kanton tuzlański)
Zaseok – wieś w Bośni i Hercegowinie, w Federacji Bośni i Hercegowiny, w kantonie tuzlańskim, w gminie Sapna. W 2013 roku liczyła 1110 mieszkańców, z czego większość stanowili Boszniacy.